# ماساو كوباياشي
ماساو كوباياشي هو سياسي ياباني، ولد في 11 مايو 1947 في طوكيو في اليابان. حزبياً، نشط في الحزب الديمقراطي الياباني. وقد انتخب عضو مجلس المستشارين وقد انضم خلال فترته النيابية  للكتلة البرلمانية الحزب الديمقراطي.

## وصلات خارجية
- الموقع الرسمي